# Lòrgas
Lòrgas (nom occità) (en francès Lorgues) és un municipi francès situat al departament del Var i a la regió de Provença – Alps – Costa Blava. L'any 2006 tenia 8.534 habitants.

## Demografia
| 1962                                       | 1968  | 1975  | 1982  | 1990  | 1999  | 2006  |
| ------------------------------------------ | ----- | ----- | ----- | ----- | ----- | ----- |
| 2.865                                      | 3.401 | 4.173 | 5.193 | 6.340 | 7.319 | 8.550 |
| Des de 1962: població sense dobles comptes |       |       |       |       |       |       |

## Administració
| Període   | Identitat          | Partit |
| --------- | ------------------ | ------ |
| 1998-2008 | Barthélémy Mariani | PS     |
| 2008-     | Claude Alemagna    | UMP    |